# Terrero de los Guerrero
Terrero de los Guerrero är en ort i Mexiko.   Den ligger i kommunen Salvador Alvarado och delstaten Sinaloa, i den västra delen av landet, 1 100 km nordväst om huvudstaden Mexico City. Terrero de los Guerrero ligger 195 meter över havet och antalet invånare är 101.
Terrängen runt Terrero de los Guerrero är kuperad västerut, men österut är den platt. Runt Terrero de los Guerrero är det ganska glesbefolkat, med 26 invånare per kvadratkilometer. Närmaste större samhälle är Colonia Agrícola México, 14,9 km söder om Terrero de los Guerrero. I omgivningarna runt Terrero de los Guerrero växer huvudsakligen savannskog.